# からし

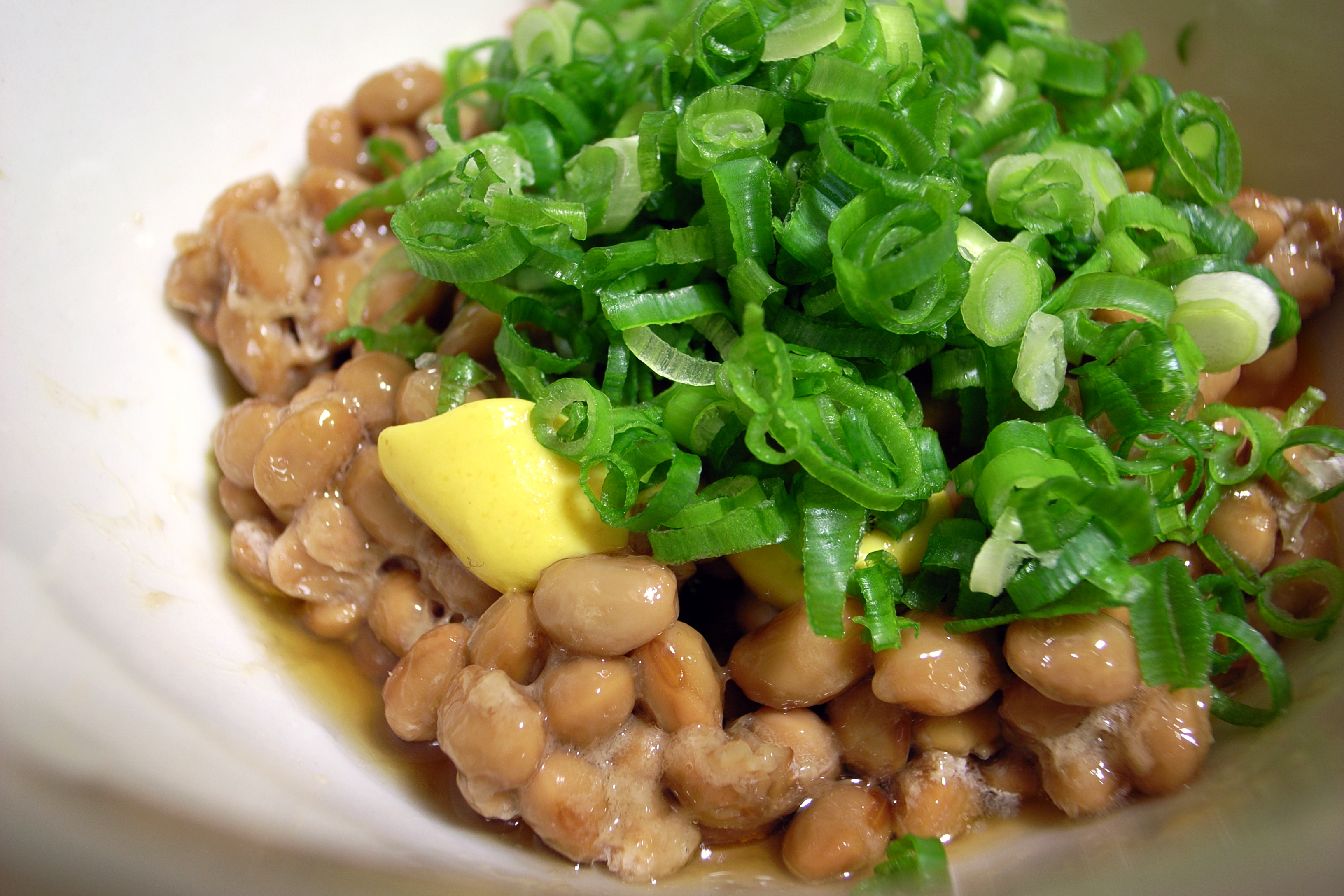
納豆に添えられたからし

からし（カラシ、芥子、辛子）は、アブラナ科の植物であるカラシナおよびその近縁種の種子から作られる香辛料。黄色もしくは黄土色で、独特の刺激臭と辛味を持つ。
カラシナ類の種子を原料とした調味料は世界各地に存在するが、日本では一般に「和がらし」と「洋がらし」に大別される（詳細は後節参照）。

## 和がらし
カラシナの種子を粉末にした「粉からし」を水またはぬるま湯で練って作られるもので、通常はそれ以外の成分を含まない。日本で単にからしと言う場合には、主に和がらしを指す。

## 洋がらし
洋がらしという言葉は、からしに酢や糖類、その他の香辛料を加えて調整された複合調味料、いわゆるマスタードの意味で用いられる場合と、和がらしに比べて辛みを抑えた粉からしや練りからし製品を指す場合がある。

### マスタード
マスタードは製法や用途の異なるさまざまな種類のものが販売されているが、酢などが加えられているために酸味や甘みが強く、一般に辛さは控えめである。
マスタードと和がらしは本来用途の異なる香辛料であり、風味もまるで異なるが、マスタードが一般に普及する以前の日本では、西洋料理にも代用として和がらしが多く用いられた。古くから営業している店のサンドイッチに和がらしが使われていたり、洋食屋のテーブルに練りからしが置かれていたりするのはその名残りである。

### 洋がらし
「洋がらし」の名称で販売されている製品には、原料としてシロガラシが配合されている。

## ねりからし
からしの辛みは水で溶くことによって発生するが、揮発性が強く長続きしない。いつでも簡単にからしの風味が利用できるように、粉末や油に溶いた状態で保存する技術が発達した。ねりからしは、油脂や増粘剤などによって辛み成分を安定させ、人工的なカラシ香味成分を配合したものである。焼売などに添えられる業務用のプラスチック包装品は1950年代から存在し、1970年にはエスビー食品から家庭用のチューブ入りねりからしが発売された。粉から練った和がらしや伝統的な製法のマスタードとはかなり異なるものであるが、その手軽さから広く普及し、現在では日本で消費されるからし類の大半を占めるに至っている。
なおチューブ入りの「ねり和からし」も発売されているが、これは単に風味による命名であり、セイヨウカラシナを用いて和からしの辛さを人工的に再現したという意味である。

## からしを用いた民間療法
からしを湿布として胸部に貼ることは古くから行われている民間療法であり、用法を誤らなければ効果をあげる療法の一つとされている。期待される作用は、揮発成分を吸引することによる気道の刺激、ならびに経皮吸収による肺血流の促進であり、毛細気管支炎、気管支肺炎、麻疹の経過中および肺性鬱血等に対して効果があるとされる。